# Championnat du Pérou de football 1961
Navigation
Saison précédente Saison suivante
La saison 1961 du Championnat du Pérou de football est la trente-troisième édition du championnat de première division au Pérou. Les dix clubs participants sont regroupés au sein d'une poule unique où ils s'affrontent deux fois au cours de la saison, à domicile et à l'extérieur. À la fin de la saison, le dernier est relégué et remplacé par le champion de Segunda División, la deuxième division péruvienne.
C'est le club du Sporting Cristal qui remporte la compétition après avoir battu l'Alianza Lima lors du match pour le titre, les deux clubs ayant terminé à égalité en tête du classement final du championnat. Centro Iqueño complète le podium, à six points du duo de tête. C'est le 2e titre de champion du Pérou de l'histoire du club, après celui obtenu en 1956. 

## Les clubs participants
| - Alianza Lima - Sport Boys - Mariscal Sucre - Universitario de Deportes - Ciclista Lima | - Atlético Chalaco - Club Centro Deportivo Municipal - Sporting Cristal - Centro Iqueño - Defensor Lima - Promu de Segunda Division |

## Compétition
Le barème utilisé pour établir le classement est le suivant :
- Victoire : 2 points
- Match nul : 1 point
- Défaite, forfait ou abandon : 0 point

### Classement
| Rang | Équipe                          | Pts | J  | G  | N | P  | Bp | Bc | Diff |
| ---- | ------------------------------- | --- | -- | -- | - | -- | -- | -- | ---- |
| 1    | Sporting Cristal                | 26  | 18 | 12 | 2 | 4  | 34 | 21 | +13  |
| 2    | Alianza Lima                    | 26  | 18 | 11 | 4 | 3  | 38 | 16 | +22  |
| 3    | Centro Iqueño                   | 20  | 18 | 9  | 2 | 7  | 35 | 34 | +1   |
| 4    | Universitario de Deportes (T)   | 19  | 18 | 6  | 7 | 5  | 34 | 26 | +8   |
| 5    | Club Centro Deportivo Municipal | 19  | 18 | 8  | 3 | 7  | 35 | 32 | +3   |
| 6    | Defensor Lima (P)               | 17  | 18 | 6  | 5 | 7  | 25 | 28 | -3   |
| 7    | Atlético Chalaco                | 15  | 18 | 6  | 3 | 9  | 21 | 29 | -8   |
| 8    | Sport Boys                      | 15  | 18 | 4  | 7 | 7  | 12 | 20 | -8   |
| 9    | Ciclista Lima                   | 12  | 18 | 5  | 2 | 11 | 19 | 32 | -13  |
| 10   | Mariscal Sucre                  | 11  | 18 | 4  | 3 | 11 | 23 | 38 | -15  |

|  | Participation au match pour le titre                  |
|  | Relégation directe en Segunda División                |
|  | (T) : Tenant du titre (P) : Promu de Segunda Division |

### Match pour le titre
| Équipe 1         | Résultat | Équipe 2     |
| ---------------- | -------- | ------------ |
| Sporting Cristal | 2 - 0    | Alianza Lima |

- Le Sporting Cristal est sacré champion du Pérou et se qualifie du même coup pour la Copa Libertadores 1962.

## Bilan de la saison
| Championnat du Pérou de football 1961 |                             |
| Champion                              | Sporting Cristal (2e titre) |
| Qualifications continentales          |                             |
| Copa Libertadores 1962                | Sporting Cristal            |
| Promotions et relégations             |                             |
| Promus en Primera División            | KDT Nacional                |
| Relégués en Segunda División          | Mariscal Sucre              |